# Santuario di San Donato

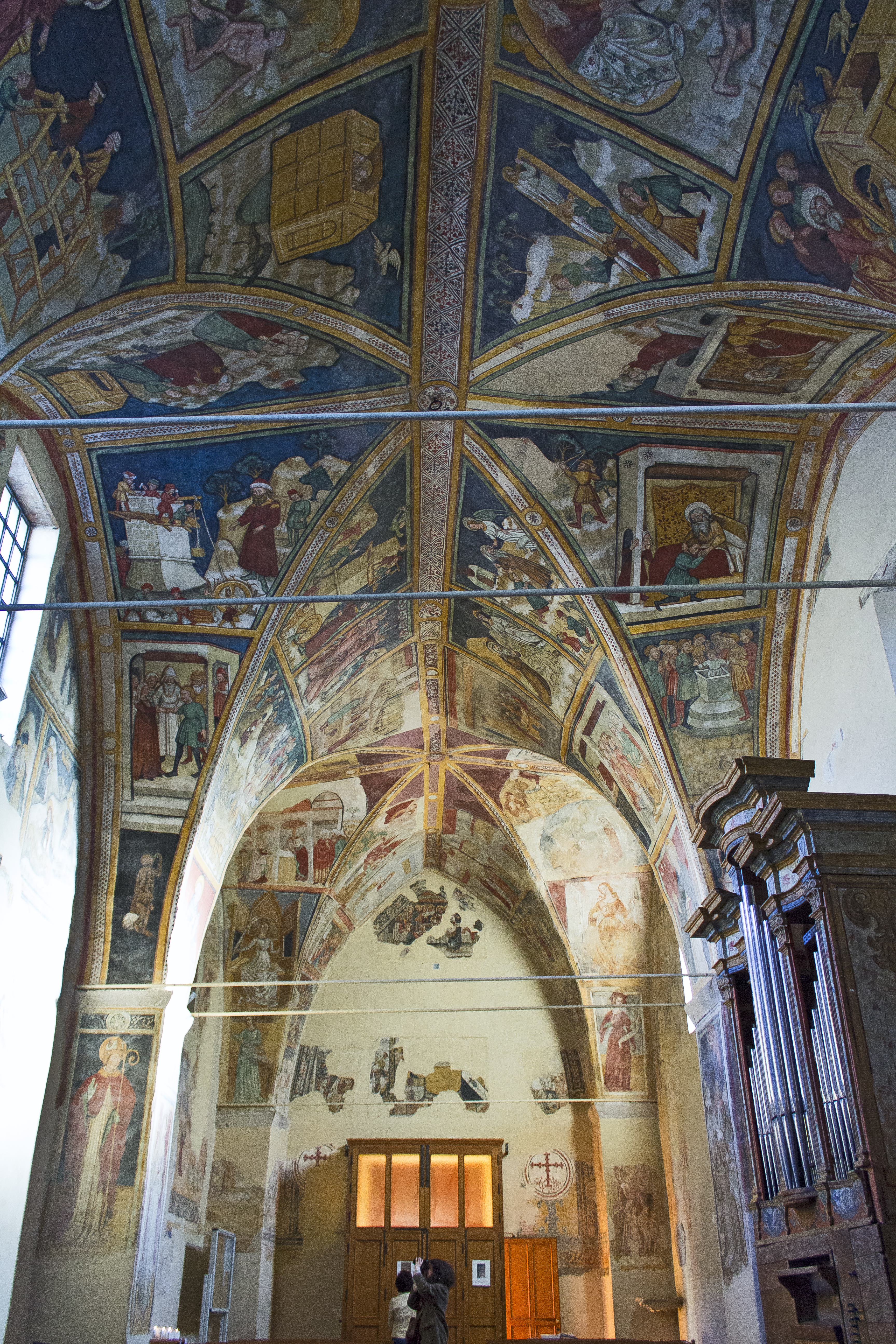
Santuario di San Donato, interno

Il santuario di San Donato è una chiesa di Ripacandida, in Basilicata.

## Storia e Descrizione
All'ingresso da nord-est dell'abitato, in viale Regina Margherita, vi è l'antico santuario di San Donato vescovo, protettore della cittadina, con i suoi affreschi del 1500 e la sua storia millenaria. La chiesa sorge probabilmente su una costruzione più antica, che il pontefice Eugenio III elenca nella bolla del 1152 indirizzata al vescovo di Rapolla Ruggero. Il santuario è gemellato con la basilica di San Francesco in Assisi e ha ricevuto in dono una reliquia del corpo del santo patrono d'Italia. Nel dicembre 2010 il santuario ottiene dall'UNESCO il riconoscimento di «Monumento messaggero di cultura di pace» per i profondi valori spirituali che da secoli trasmette.
Presenta una semplice facciata, adornata da un portale del XVII secolo. 
L'interno a navata unica, è articolato in quattro piloni che definiscono tre campate coperte da volte a crociera, a sesto rialzato.
La navata è ornata da un ciclo pittorico che fu realizzato tra 1460 e 1532. Esso ha inizio sulle volte della terza campata con Storie tratte dal Libro della Genesi, eseguite dal cosiddetto Maestro delle Storie di Adamo ed Eva, affiancato da un altro anonimo artista denominato Maestro delle Storie dei Patriarchi impegnato sulle volte della seconda campata. Gli affreschi furono eseguiti in più riprese, durante la dominazione della famiglia Caracciolo, per volontà di ser Francesco da Ripacandida, notaio e terziario francescano (questo spiega l'alto numero di santi francescani raffigurati in una chiesa custodita sino a metà Quattrocento da monaci benedettini di Montevergine). A partire dal 1498, invece, Troiano II Caracciolo, rientrato in possesso dei beni appartenuti a suo padre Giovanni II, duca di Melfi, commissionò gli affreschi della prima campata a partire dall'ingresso, con la realizzazione di un monumentale Giudizio Universale, in cui appare una rara rappresentazione del Purgatorio nella tipologia del 'Ponte del capello' e un ciclo cristologico dispiegato sulle volte. 
All'interno è conservato, nella seconda campata a sinistra, un organo settecentesco, mentre alla parete destra è un dipinto raffigurante il Martirio di santa Giulia di Paolo De Matteis, che era la pala dell'unico altare laterale della chiesa di Santa Maria del Carmine voluto nel 1718 dal duca di Ripacandida, Giuseppe Teroni, in ricordo della moglie Giulia Gaudioso, che, deceduta due anni prima, era stata traslata ai piedi della mensa. La tela, realizzata probabilmente nello stesso 1718, e l'altare barocco in marmi policromi ad essa pertinente furono qui trasferiti nel 1732 dato che la chiesa del Carmine, a seguito del terremoto del 1725, minacciava di crollare.
Nella terza campata, alla parete destra, è invece il Cenotafio di Giulia Gaudioso datato nell'iscrizione 1716. La navata si conclude con l'altare proveniente dalla chiesa del Carmine che sostituì l'altare maggiore precedente e che in origine ospitava la tela del De Matteis, sostituita alla metà del Novecento da una statua lignea settecentesca di San Donato.
Il santuario è stato il punto di riferimento centrale delle ricerche effettuate dall'antropologo Thomas Hauschild (Accademia delle Scienze di Heidelberg) fra 1982 e 2000, che con il suo collaboratore locale Luigi Gilio raccolsero numerose testimonianze del culto popolare locale del santo taumaturgo San Donato, dimostrando, che il culto quasi millenario era il motivo culturale centrale del paese. In un'analisi socio-antropologica, Hauschild dimostra la importanza centrale del culto per le culture locali dell'identità ripacandidese ed in zona. Forse, secondo Hauschild, la situazione del Santuario, fra due colline, crea una certa protezione modesta contro le conseguenze di terremoti - un fatto che ha portato molto alla "longue durée", alla lunga vita del culto di un santo che nell'immaginazione popolare tradizionale faceva tremare sia persone che interi paesaggi.

## Giardino storico di San Francesco
Annessa al santuario è la villetta comunale del paese (Giardino Storico San Francesco). Il giardino dei frati francescani dopo la soppressione degli ordini religiosi, in seguito all'unità d'Italia, diviene villa comunale. La villa è stata intitolata al messaggero di pace "San Francesco di Assisi". Dopo la cancellata accolgono il visitatore due viali con siepi sapientemente scolpite. Al termine ci si trova innanzi ad un monumentale pino d'Aleppo di oltre tre secoli di vita. Su un piano di poco rialzato si ammira l'antico giardino, al quale si accede da due brevi scalinate accompagnate da piccole statue classiche. Passeggiando si possono ammirare altri alberi secolari: principalmente tassi e sequoie. Sotto il campanile del santuario, un camminamento è detto "il labirinto" per la complessità del suo percorso.

## Gemellaggi
- Basilica di San Francesco in Assisi